# نظرية الطفل الفاسد
تقترح نظرية التفاعل الاجتماعي لجاري بيكر، والمشهورة بالعامية باسم نظرية الطفل الفاسد، أن أفراد الأسرة، حتى لو كانوا يتسمون بالأنانية، سيتصرفون لمساعدة بعضهم بعضًا إذا كانت الحوافز المادية لهم مرتبطة ببعضها البعض بشكل مناسب. وهذه النظرية تعد من أشهر النظريات في مجال اقتصاديات العائلة.
وقد قام بيكر بخلق وضع افتراضي يتلقى فيه الأطفال الهدايا أو الأموال من والد ثري وموثر لإسعادهم. وكان أحد الأطفال أنانيًا، أو "فاسدًا"، يستمتع بإيذاء إخوانه. وتقول النظرية إن الطفل الفاسد هذا لديه الحافز لتجنب إيذاء أخته بل وسوف يتصرف بطريقة تساعد على زيادة مستوى سعادتها لأن سعادتها لها تأثير مباشر على مقدار الأموال التي يحصل عليها. وبدون وجود أي هيكل حوافز رسمي، يمكن أن يقوم الوالد الموثر بدفع الطفل الفاسد إلى التصرف بطريقة جيدة من خلال ربط رفاهيته برفاهية إخوته.
وتقترح النظرية أن أولياء الأمور يجب أن يقوموا بتأخير الهبات المالية المقدمة إلى أطفالهم إلى أن يكبروا، أو ربما حتى ما بعد وفاتهم. وإذا كان أولياء الأمور يخططون للتوصية بالأموال لأطفالهم بما يتوافق مع احتياجاتهم، فسيكون لدى كل طفل الدافع لمساعدة إخوته على زيادة دخلهم لأن زيادة ما يحصل عليه الآخرون يعني زيادة الأموال التي يتم منحها للأخ الفاسد.